# Anna-Maria Sieklucka
Anna-Maria Sieklucka (prononcé Chè-klou-tska [ɕɛklut͡ska]), née le 31 mai 1992 à Lublin, est une actrice et chanteuse polonaise, surtout connue pour avoir interprété Laura Biel dans le film 365 jours.

## Biographie
Sieklucka est née à Lublin, la plus grande ville de l'est de la Pologne. Son père, Jerzy Antoni Sieklucki, est avocat. Elle a étudié à l'Académie nationale AST des arts du théâtre de Wrocław et a obtenu son diplôme en 2018. Elle parle couramment polonais, anglais, français et allemand.

## Filmographie

### Cinéma
- 2020 : 365 jours (365 Days) : Laura Biel
- 2022: 365 Jours : au lendemain (365 Days: This Day) : Laura Biel
- 2022: 365 Jours : l'année d'après (The Next 365 Days) : Laura Biel

### Télévision
- 2019 : Na dobre i na złe (série télévisée) : Aniela Grabek (1 épisode)